# Hay mucho rock'n roll
Hay mucho Rock'n Roll es una serie de recopilaciones de Platero y Tú. Buena parte de los temas que lo componen están regrabados total o parcialmente y remasterizados. Está formado por dos volúmenes, el primero editado en 2002, que además del disco incluye un DVD con los nueve videoclips del grupo. En 2005 se editó el segundo volumen, con otro DVD que incluye la grabación del directo de 1997 de la Sala Canciller en Madrid. A la vez que este segundo volumen de la recopilación se publicaron dos ediciones alternativas, una de ellas en caja para coleccionistas conteniendo ambos volúmenes, y otra resumiendo los temas más conocidos de ambos discos en uno sólo.

## Volumen I

### Lista de canciones
- CD

| N.º | Título                    | Escritor(es)                   | Duración |  |
| 1.  | «Voy a acabar borracho»   | Fito / Iñaki                   | 5:07     |  |
| 2.  | «Bobo»                    | Fito / Iñaki                   | 3:02     |  |
| 3.  | «Esa chica tan cara»      | Fito / Iñaki                   | 4:27     |  |
| 4.  | «Mari Madalenas»          | Fito / Iñaki                   | 3:32     |  |
| 5.  | «El roce de tu cuerpo»    | Fito / Iñaki / Juantxu / Jesús | 4:10     |  |
| 6.  | «Tras la barra»           | Fito / Iñaki                   | 3:04     |  |
| 7.  | «Por mi»                  | Fito / Iñaki                   | 5:30     |  |
| 8.  | «Esta noche yo haría»     | Fito / Iñaki                   | 3:15     |  |
| 9.  | «Me dan miedo las noches» | Fito / Iñaki / Juantxu / Jesús | 4:00     |  |
| 10. | «Ramón»                   | Fito / Iñaki                   | 5:10     |  |
| 11. | «Rompe los cristales»     | Fito / Iñaki                   | 3:44     |  |
| 12. | «Somos los Platero»       | Fito / Iñaki                   | 6:45     |  |
| 13. | «Hay poco Rock'n Roll»    | Fito / Iñaki                   | 5:30     |  |
| 14. | «Sin solución»            | Fito / Iñaki                   | 6:23     |  |
| 15. | «Cantalojas»              | Fito / Iñaki                   | 6:08     |  |
| 16. | «Si tu te vas»            | Fito / Iñaki                   | 4:34     |  |
| 17. | «Cigarrito»               | Fito / Iñaki                   | 3:56     |  |

- DVD (videoclips)

1. No me quieres saludar
2. Si tú te vas
3. Rompe los cristales
4. Esta noche yo haría
5. Hay poco Rock & Roll
6. Juliette
7. Alucinante
8. Al cantar
9. Naufragio

### Posiciones en las listas
| Año  | Lista | Posición |
| ---- | ----- | -------- |
| 2002 | AFYVE | N.º 20   |

## Volumen II

### Lista de canciones
- CD

1. Tiemblan los corazones
2. Ya no existe la vida
3. ¿Cómo has perdido tú?
4. Un abecedario sin letras
5. Alucinante
6. Si la tocas otra vez
7. Bebiendo del mismo vaso
8. ¿No hierve tu sangre?
9. Juliette
10. La noche
11. Mira hacia mí
12. Entre dos mares
13. La maté porque era mía
14. Al cantar
15. Contaminamos
16. No me quieres saludar
17. Maldita mujer
18. Imanol

- DVD (directo Sala Canciller, Madrid, 1997)

1. Somos los Platero
2. No hierve tu sangre
3. La maté porque era mía
4. Mendrugos
5. Alucinante
6. Desertor
7. Voy a acabar borracho
8. Tras la barra
9. Rock'n'Roll
10. Al cantar

### Posiciones en las listas
| Año  | Lista      | Posición |
| ---- | ---------- | -------- |
| 2005 | PROMUSICAE | N.º 90   |

## Edición 'Resumen' de un solo volumen

### Lista de canciones
1. Ya no existe la vida
2. Un abecedario sin letras
3. Alucinante
4. Si la tocas otra vez
5. Juliette
6. Al cantar
7. Maldita mujer
8. Hay poco rock'n'roll
9. Por mí
10. Mari Madalenas
11. El roce de tu cuerpo
12. Me dan miedo las noches
13. Ramón
14. Sin solución
15. Cantalojas
16. Cigarrito

## Box Set
Edición especial que contiene el Volumen I y II, y los 2 DVD's que incluyen sus videoclips y el concierto de la Sala Canciller en 1997, además de un libreto con textos y fotos inéditas.

## Colaboraciones
- Rosendo: voz en Sin solución
- Robe de Extremoduro: solo de guitarra en "Por mi", voz en Juliette, coros en No hierve tu sangre
- José Alberto Bátiz: guitarra slide en Cigarrito
- Evaristo de La Polla: voz en Juliette
- Alert Erkoreka: Piano en Sin Solución
- Angel Muñoz "Reverendo": Órgano Hammond en Bobo y Cantalojas
- Gino Pavone: Percusiones
- Arma Joven, Merche, Xuxo, Blanca, Maribe, Edorta, Arantxa: Coros en Mari Madalenas y Rompe los Cristales
- Manrique Cabrales y 'Gari': coros en Al cantar
- Alex Sardui, 'Txaparro' y 'Esti', coros en Imanol